# Cranichis pulvinifera
Cranichis pulvinifera är en orkidéart som beskrevs av Leslie Andrew Garay. Cranichis pulvinifera ingår i släktet Cranichis, och familjen orkidéer. Inga underarter finns listade i Catalogue of Life.